# 괴산 백운사 승탑군
괴산 백운사 승탑군(槐山 白雲寺 僧塔群)은 충청북도 괴산군 사리면 소매리, 백운사에 있는 승탑군이다. 1997년 6월 27일 충청북도의 문화재자료 제18호로 지정되었다.

## 개요
부도란 승려의 무덤을 상징하여 그 유골이나 사리를 모셔둔다. 백운사에 자리잡고 있는 이 부도밭에는 모두 5기에 이르는 부도들이 놓여 있다.
모두 낮은 받침돌 위에 종모양의 탑몸돌을 올렸으며, 그 중 4기에는 4각 지붕돌이나, 옛 가옥에서 보이는 독특한 모습의 지붕돌을 얹고 있다. 지붕돌은 각 귀퉁이마다 용머리 장식을 두고, 꼭대기에는 꽃봉오리 모양의 머리장식을 올렸는데, 낙수면에 기와골이 생략되어 시대가 조금 떨어짐을 알 수 있다.
대체로 본래의 모습을 갖추고 있으며, 1955년 송운제 스님이 세운 1기를 뺀 나머지 4기는 모두 조선시대에 세운 것이라 한다.

## 참고 자료
- 괴산 백운사 승탑군 - 국가유산청 국가유산포털